# Босна и Херцеговина на Зимским олимпијским играма 2006.
Босна и Херцеговина је имала 6 спортиста на Олимпијским играма 2006 у Торину, а од тога 4 из Републике Српске. Биатлонка Александра Васиљевић је на отварању носила заставу Босне и Херцеговине, а алпска скијашица Мојца Ратај на затварању Игара.

## Учесници по спортовима
| Спорт           | Мушкарци | Жене | Укупно |
| --------------- | -------- | ---- | ------ |
| Алпско скијање  | 1        | 1    | 2      |
| Биатлон         | 1        | 1    | 2      |
| Скијашко трчање | 1        | 1    | 2      |
| Укупно(3)       | 3        | 3    | 6      |

## Резултати по дисциплинама

### Алпско скијање

#### Жене
| Дисциплина | Такмичар    | Final           | Final           | Final           | Final           | Final    |
| Дисциплина | Такмичар    | 1 вожња         | 2. вожња        | Укупно          | Пласман         | Бр, так. |
| ---------- | ----------- | --------------- | --------------- | --------------- | --------------- | -------- |
| велеслалом | Мојца Ратај | Није стартовала | Није стартовала | Није стартовала | Није стартовала | 65       |
| Слалом     | Мојца Ратај | 45,34           | 49,03           | 1:34,37         | 31              | 64       |

#### Мушкарци
| Дисциплина | Такмичар      | Финале  | Финале   | Финале  | Финале  | Финале   |
| Дисциплина | Такмичар      | 1 вожња | 2. вожња | Укупно  | Пласман | Бр, так. |
| ---------- | ------------- | ------- | -------- | ------- | ------- | -------- |
| Велеслалом | Марко Шаферер | 1:39,28 | 1:25,18  | 3:04,46 | 37      | 81       |
| Слалом     | Марко Шаферер | 1:01,11 | 56,06    | 1:57,17 | 30      | 96       |

### Биатлон

#### Жене
| Дисциплина  | Такмичар             | Финале    | Финале | Финале  | Финале    |
| Дисциплина  | Такмичар             | Време     | Пенали | Пласман | Бр. такм. |
| ----------- | -------------------- | --------- | ------ | ------- | --------- |
| спринт      | Александра Васиљевић | 28:10,9   | 1      | 78      | 84        |
| појединачно | Александра Васиљевић | 1,01:11,8 | 1      | 74      | 82        |

#### Мушкарци
| Дисциплина  | Такмичар   | Финале    | Финале | Финале  | Финале    |
| Дисциплина  | Такмичар   | Време     | Пенали | Пласман | Бр. такм. |
| ----------- | ---------- | --------- | ------ | ------- | --------- |
| спринт      | Миро Ћосић | 32:56,1   | 4      | 86      | 91        |
| појединачно | Миро Ћосић | 1:08:32,7 | 7      | 84      | 89        |

### Скијашко трчање

#### Жене
| Дисциплина     | Такмичар          | Финале  | Финале  | Финале   |
| Дисциплина     | Такмичар          | Укупно  | Пласнан | Бр. так. |
| -------------- | ----------------- | ------- | ------- | -------- |
| 10 км класично | Ведрана Вукичевић | 42:45,8 | 70      | 72       |

#### Мушкарци
| Дисциплина     | Такмичар        | Финале  | Финале  | Финале   |
| Дисциплина     | Такмичар        | Укупно  | Пласнан | Бр. так. |
| -------------- | --------------- | ------- | ------- | -------- |
| 15 км класично | Бојан Самарџија | 51:28,8 | 90      | 99       |